# Klaus von Baudissin
Le comte Klaus von Baudissin (4 novembre 1891 à Metz - 20 avril 1961 à Itzehoe) est un historien de l'art allemand. Directeur du musée Folkwang d'Essen de 1933 à 1938, il a été l'un des commissaires de l'exposition sur l'Art dégénéré en 1937. Il a ensuite été officier dans la Waffen-SS de 1939 à 1945.

## Biographie
Issu de la famille von Baudissin, de vieille noblesse allemande, 
Klaus Wulf Sigesmund von Baudissin naît le 4 novembre 1891 à Metz, 
alors la première place forte
d'Alsace-Lorraine
et de l'Empire allemand, 
et pépinière de futurs officiers généraux.
Il devient orphelin de père à l'âge de deux ans et est élevé par sa mère. Après sa scolarité, Klaus von Baudissin étudie l'histoire de l'art à l'université de Munich à partir de 1912.

### Première Guerre mondiale
En 1914, au début de la Première Guerre mondiale, Klaus von Baudissin interrompt ses études universitaires, pour s'engager dans la Deutsches Heer. Il sert comme officier subalterne, puis comme officier supérieur ; il revient à la vie civile en 1919, avec le grade d’Oberstleutnant, autrement dit « lieutenant-colonel », de réserve.

### Entre-deux-guerres
Après guerre, Baudissin poursuit ses études à l'institut d'histoire de l'art de l'université de Heidelberg. Après une thèse sur le peintre anglais George August Wallis (1770-1847), il obtient son doctorat en 1923. En 1924, il travaille pour l'institut d'histoire de l'art de l'université de Kiel, ainsi qu'au Kunsthalle de Kiel. En 1925, Baudissin est recruté par la Staatsgalerie de Stuttgart, d'abord comme assistant, puis comme conservateur et conservateur en chef. En 1929, il adhère au Parti populaire allemand, un parti nationaliste. Il prend la direction du musée en 1930. À cette époque, pour le compte du musée, il se porte acquéreur d’œuvres de Conrad Felixmüller, Erich Heckel, Emil Nolde, Adolf Hölzel, Franz Marc ou encore de Oskar Schlemmer.
En avril 1932, toujours à Stuttgart, Baudissin adhère au parti nazi. En 1933, pour contrer l'exposition pacifiste du Kunstmuseum Stuttgart consacrée aux artistes du Novembergruppe, en particulier à George Grosz et Otto Dix, Baudissin monte une exposition belliciste, intitulée « Von Krieg zu Krieg » : traduit par « De la guerre à la guerre ». Sa conception de l'art se radicalise, se rapprochant ainsi peu à peu des idéaux artistiques du national-socialisme.
Succédant à l'historien de l'art Ernst Gosebruch en janvier 1934, Baudissin est nommé à la direction du musée Folkwang de Essen. Il devient membre de la SS en 1935, avec le grade de SS-Obersturmführer. Comme directeur du musée, il n'hésite pas à vendre des œuvres d'art contemporain, notamment de Kandinsky, qu'il juge comme étant de l'« Art dégénéré ». Avec le peintre Adolf Ziegler, président de la Chambre des beaux-arts du Reich et peintre favori de Hitler, il organise l’exposition itinérante sur l'« Art dégénéré » en 1937. Dans ce cadre, en juillet 1937, il expose à la Kunsthalle de Hambourg des œuvres d'Emil Nolde, Oskar Kokoschka et Ernst Ludwig Kirchner. Le 21 avril 1938, à la suite de dissensions politiques avec Just Dillgardt (de), le maire d’Essen, Baudissin est contraint de démissionner.

### Seconde Guerre mondiale
Intégré dans la SS-Verfügungstruppe en 1939, le vétéran de la Première Guerre Mondiale redevient combattant durant la Seconde Guerre mondiale. En 1940, Klaus von Baudissin sert en Norvège comme SS-Hauptsturmführer, autrement dit « capitaine », dans la Totenkopf-Standarte 7. Promu SS-Sturmbannführer, soit « commandant », en 1941, Baudissin commande alors le 3e bataillon du 7e régiment d'infanterie. De novembre 1941 à mars 1942, il est affecté en tant que SS-Obersturmbannführer, soit « lieutenant-colonel », à la SS-Truppenübungsplatz Böhmen, une zone d'entrainement militaire située en Bohême, dans l'ex-Tchécoslovaquie. En 1943, il est finalement promu SS-Oberführer, un grade spécifique à la SS, intermédiaire entre « colonel » et « général de brigade ». Il est ensuite affecté dans la zone d'entrainement militaire Heidelager, en 1944.
À la fin du conflit, l'officier SS est capturé et interné par les Britanniques à Neuengamme, un ancien camp de concentration nazi situé près de Hambourg, transformé en camp de prisonniers de guerre par les Alliés.

### Après-guerre
Klaus von Baudissin est libéré en 1948. Il assume pleinement ses errements et ses erreurs passés, tout en regrettant d’être ostracisé à son tour, comme l’avaient été les artistes contemporains sous le régime nazi. En 1949-1950, il gagne un procès contre la ville de Essen concernant sa démission de 1938, qui apparaît être un licenciement masqué.
Le comte Klaus von Baudissin décéda le 20 avril 1961 à Itzehoe, dans le Schleswig-Holstein.

## Ascendance et postérité
Fils du comte Rudolf Adolf Julius von Baudissin (1855-1893) et d’Élisabeth von Kraewel (de) (1867-1933), Klaus von Baudissin a épousé Elisabeth Wolff (1897–1948) en premières noces. Par ce mariage, il est devenu le beau-frère de Karl Wolff, ultérieurement SS-Obergruppenführer. De cette union, sont nés six enfants : Nora Elisabeth Magdalena (née en 1917), Renate Else Dora Margarethe (née en 1919), Brigitte Else Tila Erika Barbara (née en 1921), Heilwig Friederike Eva Irmgard (1923–1957), Klaus-Heinrich Karl Wolff Albert Friedrich Peter (1928–1945), Erdmuthe (né en 1936).

## Ses publications
Ouvrages
- Georg August Wallis, Maler aus Schottland 1768-1847, Carl Winter, Heidelberg, 1924
- Georg August Wallis, Landschaftsmaler aus Schottland, ein Entdecker des romantischen Heidelberg 1812-1817, Heidelberg, 1921.

Catalogues
- Katalog der Staatsgalerie zu Stuttgart, Staatsgalerie, Stuttgart, 1931.